# Сибирские летописи
Сибирские летописи — русские летописи конца XVI—XVIII веков, повествующие об истории Сибири (Есиповская, Кунгурская, Ремезовская, Строгановская и др.). Являются основным источником ранней истории русской Сибири. Позднее были составлены «Записки к Сибирской истории служащие», «Новая Сибирская летопись» Ильи Черепанова, «Летопись города Иркутска с 1652 года до наших дней» П. Пежемского, «Краткая летопись Енисейского и Туруханского края Енисейской губернии» (1594—1893) Александра Кытманова. Известно более 40 сибирских летописей.
Представляют собой единственный важнейший исторический источник, который последовательно рассказывает об обстоятельствах сибирского похода Ермака, столкновениях с войсками хана Кучума и его сторонников, приходе царских воевод, гибели Ермака, основании первых русских сибирских городов и других событиях в рамках ранней истории русской Сибири.

## Текстология
Сохранились как в качестве самостоятельных летописей, полностью посвященных присоединению Сибири, так и кратких статей, включённых в состав общерусских или региональных (сольвычегодских, пинежских, устюжских и др.) летописцев. Не все сибирские летописи обладают летописную форму, в связи с чем в ряде исследований могут именоваться «повести о походе Ермака». Эти памятники сохранились в списках XVII—XVIII веков и существенно отличаются в плане отбора материала и трактовки сибирского похода Ермака. Уже в летописный период в сибирской историографии возникло несколько противоречащих друг другу концепций.
Сибирские летописи делятся на четыре основных типа, включая казачьи летописцы («устные летописи»), официальное местное летописание, официальное московское летописание и фамильную историю Строгановых. Самыми ранними по происхождению, хотя и сохранившимися в поздних списках являются казачьи летописцы, которые основаны на рассказах очевидцев об определённом этапе похода Ермака.

## Содержание
Казачьи летописцы, несмотря на детальное повествование, демонстрируют незнание политической обстановки, действительных причин похода и содержания официальных документов. Положение очевидцев позволило их авторам передать яркие бытовые сцены, которые часто используются в исторических романах о Ермаке. Так, Кунгурская летопись наиболее точно передаёт топографию похода на Назымские и Демьянские городки, пребывание казаков в вотчинах Максима Строганова. Бузуновский и Лихачевский летописцы (исторические части «Описания Сибири» Н. Д. Венюкова) передают свидетельство очевидца об отправленном к царю посольстве. Прозаическая часть песни «Ермак взял Сибирь» из сборника Кирши Данилова весьма точно описывает маршрут начальной части сибирского похода.

## Развитие
Основные сибирские летописи были составлены не ранее 1630-х годов, через 45—50 лет после похода Ермака. Составители, исключения, предположительно, «устные летописи», использовали более ранними источниками. Однако только Савва Есипов указал, что существовало «Написание казаков» («Написание, како приидоша в Сибирь…»), на основе которого при архиепископе Киприане (Старорусенникове) был составлен Синодик Ермаковым казакам.
Вопросы о происхождении, достоверности и взаимоотношениях сибирских летописей решались исследователями различно, в том числе А. И. Андреевым, А. А. Введенским и др. Ставшая традиционной схема развития сибирского летописания была предложена С. В. Бахрушиным.
С. В. Бахрушин предложил наиболее чёткую характеристику не сохранившегося «Написания казаков». По его мнению, этот текст был составлен в 1621 участниками походов Ермака. «Написания казаков» в 1622 был составило основу Синодика Тобольского собора. Бахрушин считал, что текст этого источника составил основу не только Синодика, но также и Есиповской, и Строгановской летописей, чем он объяснял совпадения между данными памятниками. Есипов, используя «Написание…» и Синодик, в 1636 году создал свою летопись. В середине XVII века «Написание…» и материалы из архива промышленников Строгановых стали источниками для составления Строгановской летописи, которая непосредственно не была связана с Есиповской. В конце XVI — второй половине XVII века составляется Кунгурская летопись, основанная на устных рассказах участников сибирского похода Ермака и народных преданий конца XVI века. В конце XVII века создаётся Ремезовская летопись. В то же время самостоятельно появилось «Описание Новые Земли Сибирского государства» Никифора Венюкова. Историография даёт и другие точки зрения, касающиеся происхождения сибирских летописей
По мнению Е. К. Ромодановской, «Написание казаков» могло быть протографом также Погодинского летописца (РНБ, Погод. 1604), содержащего неизвестные из других источников сведения о начальной истории русской Сибири. По предположению Ромодановской, автор этого источника — Черкас Александров, член посольства к царю, голова тобольских служилых конных татар. Последнее обстоятельство может объяснять сведения о дорусской Сибири, читающиеся в Есиповской летописи. В Погодинском летописце использованы документы Посольского приказа. Это указывает на близость «сибирской» статьи Нового летописца по своему плану к изложению в Есиповской летописи.
В XVII—XIX веках летописи утратили своё значение, их место заняла новая историография. В XIX веке в Сибири сохранились только городовые летописи, большая часть которых имеет частный, а не государственный, характер. Сведения о Сибири, содержащиеся в региональных летописях, мало изучались и не всегда являются достоверными.